# Narkanda
Narkanda là một thị xã và là một nagar panchayat của quận Shimla thuộc bang Himachal Pradesh, Ấn Độ.

## Địa lý
Narkanda có vị trí 31°16′B 77°27′Đ / 31,27°B 77,45°Đ Nó có độ cao trung bình là 2621 mét (8599 feet).

## Nhân khẩu
Theo điều tra dân số năm 2001 của Ấn Độ, Narkanda có dân số 712 người. Phái nam chiếm 62% tổng số dân và phái nữ chiếm 38%. Narkanda có tỷ lệ 80% biết đọc biết viết, cao hơn tỷ lệ trung bình toàn quốc là 59,5%: tỷ lệ cho phái nam là 85%, và tỷ lệ cho phái nữ là 72%. Tại Narkanda, 15% dân số nhỏ hơn 6 tuổi.